# Mark Baker (Trickfilmer)
Mark Baker (* 1959 in London) ist ein britischer Zeichentrickfilmer.
Mark Baker produzierte mehrere animierte Kurzfilme, sowie, zusammen mit seinem Partner Neville Astley, Zeichentrickserien für das Fernsehen, wobei die Serie Peppa Pig bereits aus 104 Episoden besteht. Daneben fertigte Mark Baker ebenfalls mit Neville Astley Werbespots für größere Unternehmen an.
Trickfilme von Mark Baker wurden bereits dreimal für den Oscar in der Kategorie Bester animierter Kurzfilm nominiert. Darüber hinaus erhielt er zahlreiche Preise und Auszeichnungen für seine Filme, beispielsweise beim Festival d’Animation Annecy.
Gegenwärtig arbeitet Mark Baker für Astley Baker Davies, einem Animationsstudio in London.

## Filmografie
- 1988: The Hill Farm
- 1993: The Village
- 1998: Jolly Roger
- 1999: Die Retter-Ritter (The Big Knights) (13-teilige TV-Serie)
- 2004–2006: Peppa Wutz (Peppa Pig) (104-teilige TV-Serie)
- 2007: Ben & Hollys kleines Königreich (Little Kingdom) (104-teilige Serie)